# Зрадник (фільм, 1957)
«Зрадник» (англ. The Traitor) — англійський фільм 1957 року.

## Сюжет
Єврейський лікар, у минулому член опору в Німеччині, прибуває на щорічну зустріч у будинку британського офіцера у відставці. Коли він дізнається про таємничу загибель кількох своїх колишніх соратників, то починає підозрювати про те, що один з бійців опору може бути нацистським агентом, який поставив собі за мету знищити членів їх загону.

## У ролях
| Актор           | Роль                   |
| --------------- | ---------------------- |
| Дональд Вулф    | полковник Чарльз Прайс |
| Роберт Брей     | майор Шейн             |
| Джейн Гріффітс  | Вікі Толлер            |
| Карл Джаффе     | професор Стефан Толлер |
| Антон Діффрінг  | Джозеф Брезіна         |
| Карел Степанек  | мер Фрідріх Судерман   |
| Оскар Квітак    | Томас Рільке           |
| Крістофер Лі    | доктор Нойман          |
| Фредерік Шиллер | Альфред Баум           |
| Руперт Девіс    | Клінтон (дворецький)   |
| Джон Ван Ейссен | лейтенант Боббі Грант  |
| Колін Крофт     | Теодор Демел           |